# Балкани (футбольний клуб)
«Балкани» — професійний футбольний клуб із села Камчик Білгород-Дністровського району Одеської області. Заснований 2007 року. Виступає у Другій лізі.

## Історія

Емблема клубу до 2018.

Емблема клубу в 2018—2021.

### Колишні назви
- 2007: ФК «Зоря»
- 2007 —: ФК «Балкани»

### Аматорський період (2007—2016)

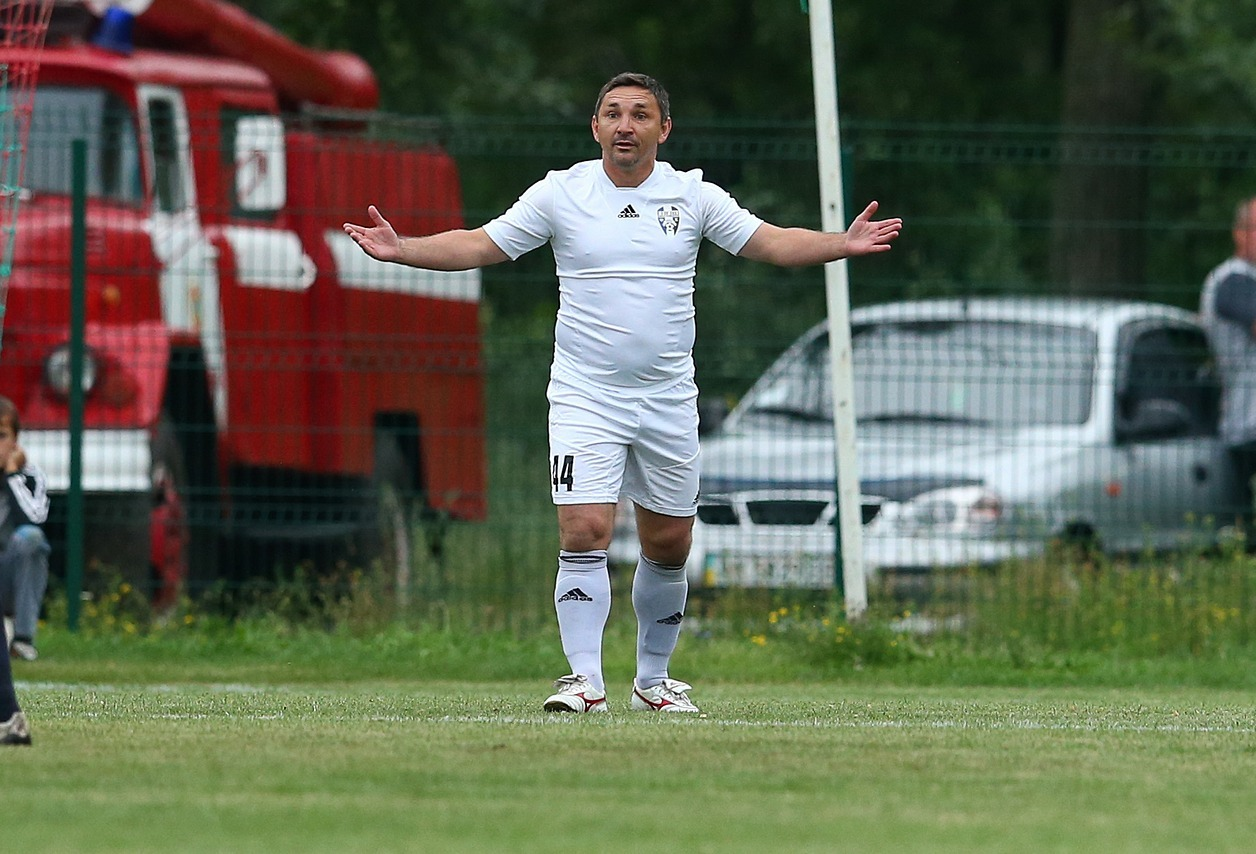
Валентин Полтавець у складі команди.

Команда заснована в 2007 році під назвою «Зоря». Це сталося завдяки ініціативи депутата обласної ради, голови фермерського господарства «Балкани» Златова Миколи Родіоновича. Основну частину команди складали ветерани, бронзові призери Одеської області 2000 року, «Дружба» (Зоря). Але того ж року змінила назву на «Балкани».
Свій футбольний шлях почала з першості Саратського району і неодноразово ставала його чемпіоном. У 2013 колектив вперше у своїй історії виграв чемпіонат Одеської області, а в 2014 році дебютував у чемпіонаті України серед аматорів.
Щоб стати чемпіоном країни серед аматорів, «Балканам» знадобилося лише два роки: вже в 2015 році вони зуміли зійти на п'єдестал, ставши четвертим в історії Одеської області клубом (після «Дністра», «Івана» та «Бастіону»), що досягав цієї вершини.
У тому ж 2015 році в статусі аматорських чемпіонів «Балкани» вперше були включені до Кубку України. Обігравши в попередньому раунді клуб другої ліги стрийську «Скалу», в 1/16 фіналу аматорський колектив зустрівся з фіналістом Ліги Європи УЄФА дніпропетровським «Дніпром», де до 84 хвилини утримували рахунок 0:0 переважно завдяки воротарю команди — Олексію Паламарчуку. Але поступилися з рахунком 0:1 після голу Руслана Ротаня.
| 22 серпня 2015 14:00 |

| «Балкани» | 0:1      | «Дніпро»   |
| --------- | -------- | ---------- |
|           | Протокол | 84' Ротань |

| Стадіон імені Бориса Тропанця, Камчик Глядачів: 10 000 Арбітр: Володимир Міланич |

Під час тренувальних зборів у 2016 році «зорянці» перемогли клуб з Першої Ліги України — «Миколаїв» за сумою двох матчів. А також клуби з Молдови, зокрема і 13-и разового переможця Чемпіонату Молдови — «Шериф».
У чемпіонаті країни серед аматорів 2016 року, пройшли свою групу перемогли, в чвертьфіналі турніру «Таврію-Скіф». А потім подолали в півфіналі за сумою двох матчів «Врадіївку». А в фіналі перемогли «Агробізнес». Автором переможного голу на 104 хвилині став капітан команди Олександр Райчев. Таким чином «Балкани» стали першою командою в історії якій вдалося виграти чемпіонат України з футболу серед аматорів двічі поспіль.

### Професіональний етап
Улітку 2016 року «Балкани» отримали професіональний статус та були заявлені до Другої ліги. Того ж року клуб отримав нагороду УЄФА за 3 місце в номінації «Найкращий клуб». Перший матч на професіональному рівні зіграли з горностаївським «Миром». Матч завершився нульовою нічиєю. Першу перемогу «Балкани» здобули в другому турі, перемігши «Поділля» з рахунком 5:1.
З сезону 2017/18 грали в Першій лізі, зайнявши місце вилетівшого з Прем'єр ліги Дніпра, який, через рішення УЄФА був переведений до другої ліги. Дебютний в першій лізі сезон, Балкани завершили на 12 місці, здобувши 9 перемог, 13 нічиїх та 12 поразок. В сезоні 2018/19 зайняли 8 місце. Сезон 2019/20 закінчили на 14 місці, яке давало змогу вберегти місце у першій лізі, однак за особистим проханням клубу його було переведено до другої ліги.
Через війну клуб призупинив участь у змаганнях ПФЛ та федерації футболу України у сезоні 2022/23.

## Керівництво і тренерський штаб

### Керівники
- Радослав Миколайович Златов — президент клубу
- Дмитро Валерійович Голубєв — почесний президент
- Микола Родіонович Златов — віце-президент
- Федір Миколайович Златов — віце-президент
- Анатолій Павлович Узунов  — директор виконавчий

### Тренери
- Денис Борисович Колчин — головний тренер
- Анатолій Олександрович Опря — помічник головного тренера

## Стадіон
Будівництво стадіону почалося в 2012 році. Акцент було приділено покриттю. 2015 року «Балкани» почали проводити домашні ігри на стадіоні імені Бориса Тропанця, в селі Камчик на вулиці Павла Така. Стадіон має 1854 місця. На матч 1/16 фіналу Кубка України, проти дніпропетровського «Дніпра», на матч прийшло близько 10 000 глядачів, хоча це в кілька разів більше, ніж вміщує стадіон. У першому домашньому матчі «Балкан» у Другій лізі стадіон відвідало 1100 глядачів.

## Відвідування
Відвідуванність домашніх матчів клубу в середньому на професійному рівні.

## Символіка

### Кольори клубу
Синій
     Білий
     Чорний

## Виступи в чемпіонатах України
| Сезон   | Ліга      | М       | І  | В  | Н  | П  | ГЗ | ГП | О  | Кубок України | Примітка   |
| ------- | --------- | ------- | -- | -- | -- | -- | -- | -- | -- | ------------- | ---------- |
| 2016–17 | Друга     | 4 з 17  | 32 | 16 | 9  | 7  | 54 | 32 | 57 | 1/32 фіналу   | Підвищення |
| 2017–18 | Перша     | 12 з 18 | 34 | 9  | 13 | 12 | 30 | 35 | 40 | 1/32 фіналу   |            |
| 2018–19 | Перша     | 8 з 15  | 28 | 10 | 8  | 10 | 28 | 31 | 38 | 1/32 фіналу   |            |
| 2019–20 | Перша     | 14 з 16 | 30 | 5  | 10 | 15 | 27 | 51 | 25 | 1/16 фіналу   | Пониження  |
| 2020–21 | Друга «Б» | 8 з 13  | 22 | 6  | 5  | 11 | 20 | 28 | 23 | 1/64 фіналу   |            |
| 2021–22 | Друга «Б» | 4 з 16  | 20 | 10 | 9  | 1  | 34 | 14 | 39 | 1/32 фіналу   | Знявся     |

## Досягнення

### Регіональні
- Чемпіон Саратського району (6): 2008, 2009, 2010, 2011, 2013, 2014
- Володар Кубка Саратського району (4): 2008, 2010, 2011, 2012
- Чемпіон Одеської області серед сільських колективів: 2011
- Володар Кубка Губернатора Одеської області: 2011
- Володар кубка Одеської області: 2014
- Володар Кубка Одеської області пам'яті М. О. Трусевича (2): 2014, 2015
- Володар Кубка володарів кубків Одеської області: 2015
- Володар Суперкубка Одеської області: 2015

### Аматорські
- Чемпіон України серед аматорів (2): 2015, 2016
- Фіналіст Кубка України серед аматорів: 2015

### Європа
- Нагорода УЄФА за 3 місце в номінації «Кращий клуб»: 2016

## Відомі гравці
- Олександр Райчев
- Олексій Паламарчук
- Едуард Лазаренко
- Анатолій Опря
- Валентин Полтавець
- Дмитро Пархоменко
- Ігор Шуховцев
- Вадим Кирилов

## Рекорди

### Найкращий бомбардир
Голи враховуються лише на професійному рівні. Дані станом на 27 жовтня 2016.
| Місце | Гравець              | Матчі | Голи |
| ----- | -------------------- | ----- | ---- |
| 1     | Олександр Райчев     | 14    | 8    |
| 2     | Вадим Златов         | 14    | 3    |
| 3     | Костянтин Пархоменко | 14    | 3    |
| 4     | Вадим Кирилов        | 9     | 2    |
| 5     | Богдан Саламаха      | 14    | 2    |

### Інше
- Перший матч в чемпіонатах України серед аматорів: 07.05.2014, «Торпедо» Миколаїв — 4: 2 .
- Перший матч у розіграшах Кубка України серед аматорів: 21.08.2013, 1-й етап, «Варварівка» Миколаїв — 0: 2.
- Перший матч у змаганнях професійних клубів: 22.07.2015, Кубок України, 1/32 фіналу, «Скеля» Стрий — 2: 1.